# Michaela Falkner
Michaela Falkner (* 1970 in Kollerschlag) ist eine österreichische Schriftstellerin und Performancekünstlerin, die unter dem Namen Falkner arbeitet.

## Leben
Michaela Falkner promovierte an der Universität Wien in Politischer Psychologie mit einer Arbeit über Verbale Konstrukte. Ihre künstlerische Arbeit aus Hörspielen und geschriebenem Text versteht sie als performerisches Gesamtkunstwerk und konzentriert sich auf die Textform des Manifestes.
2015 nahm Falkner mit ihrem Text Manifest 47 / Krieger sein Bruder sein am Wettbewerb um den Ingeborg-Bachmann-Preis teil.

## Publikationen
- 2005 A fucking masterpiece. Czernin Verlag, Wien 2005, ISBN 3707600734.
- 2006  Falkner II: eine Moritat in siebzehn Bildern. Czernin Verlag, Wien 2006, ISBN 978-3-7076-0089-6.
- 2009 Kaltschweißattacken. Requiem für/for Euphorie aufgeschlagene Knie. Residenz-Verlag, St. Pölten, Salzburg 2009, ISBN 978-3-7017-1509-1.
- 2011 Du blutest, du blutest. Residenz-Verlag, St. Pölten, Salzburg 2011, ISBN 978-3-7017-1568-8.
- 2017 Manifest 52 / Sturm bricht los Sturm bricht los, In: Deutsche Akademie der Darstellenden Künste (Hrsg.): Seismographie des Hörspiels. 40 Jahre Hörspiel des Monats. 30 Jahre Hörspiel des Jahres. München 2017.
- 2019 Manifest 54 / Fordernd. Liebend. Wissend um all den Schmutz, In: Michael Lentz (Hrsg.): Neue Rundschau, Heft 2019/3, Frankfurt 2019.

## Hörspiele
- 2009 Manifest 29 bis 33 / BRINGT MIR DEN KOPF VON! Reihe für das Literaturmagazin ex libris auf Ö1 (ORF)
- 2012 Manifest 38 / Nur die Sekunde oder zwei, die einer braucht um nicht aufzugeben, um "Lügner, Lügner, Lügner" zu brüllen sobald sie wieder auftauchen, Regie: die Autorin (WDR)
- 2014 Manifest 42 / Herzen rauben, wo die Liebe ausreichend wäre, Regie: die Autorin, Komposition: Manfred Engelmayr (WDR)
- 2014 Manifest 44 / Der schwarze Trauerzug, Amsel, Drossel, Fink und Star, der Rabe, der Rabe, der Uhu, der Uhu, Regie: die Autorin, Komposition: Manfred Engelmayr,  Bulbul (ORF) ORF Hörspielpreis der Kritik
- 2015 Manifest 49 / Draußen unter freiem Himmel, Regie: Hannah Georgi, Komposition: Andreas Bick (WDR) Beste schauspielerische Leistung für Birte Schnöink und Christian Löber beim Deutschen Hörspielpreis der ARD
- 2016 Mainfest 50 / Du darfst mich töten, wenn du mich liebst, Regie: die Autorin, Komposition: Manfred Engelmayr (HR) Hörspiel des Monats November 2016
- 2017 Manifest 51 / Der Vogel, der Vogel, Regie: die Autorin, Komposition: Manfred Engelmayr (WDR)
- 2018 Manifest 53 / Hymnen wider die Mittellage, Regie: die Autorin, Komposition: Manfred Engelmayr (ORF)
- 2021 Manifest 56 / Dieses Land, dieses Land, Regie: die Autorin, Musik: Bruno Pisek mit dem Choriandulini Kinderchor (WDR)
- 2020 Manifest 57 / DAS WILDE DAS UNGESTÜME für die werktägliche Ö1-Rubrik Gedanken für den Tag, Regie: die Autorin (ORF)
  - Manifest 57.1 / Was passiert da mit uns gerade?
  - Manifest 57.2 / Wie manipulierbar sind wir?
  - Manifest 57.3 / Der Spalt ist für uns alle da
  - Manifest 57.4 / Ein paar Wilde werden überleben
  - Manifest 57.5 / Leben und Tod ist eine Kreisbewegung. Lieben auch
  - Manifest 57.6 / Utopien sind nicht aus
- 2021 Manifest 58 / Irgendwoher, Regie: die Autorin, Musik: Michael Lentz (ORF)
- 2023 Manifest 59 / Flächenmensch Flächenmensch die Festung Welt, Regie: die Autorin (ORF)

## Auszeichnungen
- 2015: ORF Hörspielpreis der Kritik  für Manifest 44 / Der schwarze Trauerzug, Amsel, Drossel, Fink und Star, der Rabe, der Rabe, der Uhu, der Uhu
- 2016: Hörspiel des Monats November für Manifest 50 / Du darfst mich töten, wenn du mich liebst
- 2021: Hörspielpreis der Kritik für Manifest 58 / Irgendwoher
- 2023: Robert-Musil-Stipendium[4]

## Sämtliche Manifeste
- Manifest 01 / EINE VERBEUGUNG VOR DER ERNSTHAFTIGKEIT Das „Intro“ zu Autorin und Manifestsreihe (MAKnite, Museum für Angewandte Kunst Wien, 10. April 2005)
- Manifest 02 / KRIEG IM GEMÜT – VON DER SCHWIERIGKEIT DIE SCHÖNHEIT IM DORF ZU LASSEN Präambel zum Staatsvertrag vom 15. Mai 2005, betreffend die Rückgabe Österreichs an die Welt und meine Person (MAKnite, Museum für Angewandte Kunst Wien, 3. Mai 2005)
- Manifest 03 / YOUR WERE MY LAST HIGH KOMM SCHÖNER ENGEL GEMEINSAM DEN PLOT VERACHTEN Ein Plädoyer zur Textsorte Manifest; Proklamieren und Postulieren als Mittel zur Intervention, Dinge mit Worten tun wollen (MAKnite, Museum für Angewandte Kunst Wien, 17. Mai 2005)
- Manifest 04 / COUNTING ON ME LOVING YOU BACK – EINE ZURÜCKWEISUNG Ein Text über die Verachtung meines Publikums (MAKnite, Museum für Angewandte Kunst Wien, 31. Mai 2005)
- Manifest 05 / JEMANDEN AUF EINEM VERWILDERTEN GRUNDSTÜCK FINDEN – GELTEND MACHEN AM MASCHENDRAHTZAUN Ein Text zum Ansturm auf die spanische Enklaven Melilla und Ceuta (MAKnite, Museum für Angewandte Kunst Wien, 11. Oktober 2005)
- Manifest 06 / BLUT IST IM SCHUH KNOCHEN VERRUTSCHEN – ALLENFALLS REFERENZEN A Tribute to Ludwig! (MAKnite, Museum für Angewandte Kunst Wien, 8. November 2005)
- Manifest 07 / A GOLD RUSCH – JEDENFALLS NICHTS MIT SPIELKARTEN Ein Abenteuer wittern in Sehnsucht über die Welt kommen (MAKnite, Museum für Angewandte Kunst Wien, 22. November 2005)
- Manifest 08 / HIDE AND SEEK – GELDEND MACHEN AM MASCHENDRAHTZAUN Ein Text über die Flüchtlingswelle aus Nordafrika (Datum Seiten der Zeit, 11/2006)
- Manifest 09 / ICH KOMMANDIERE ZEHNTAUSEND MANN PRAHLE ICH – WARLORD AND WARLADY Ein Text zum Irak-Krieg (Datum Seiten der Zeit, 11/2006)
- Manifest 10 / SEHR SORGFÄLTIG GEWÄHLTE FESTLEGUNGEN FÜR DEN MOMENT – WACHE HALTE FÜR DEN FALL Ein Text über Schatzkanzler Gordon Brown  (Datum Seiten der Zeit, 11/2006)
- Manifest 11 / SCHWARZ IST DIE NACHT MIT ZWEI DREI SIMPLEN PAROLEN – MEASURING YOUR OWN GRAVE Ein Text zum EU-Außenministertreffen in Klosterneuburg (Datum Seiten der Zeit, 11/2006; Viennafair-st/a/r, 04/2007)
- Manifest 12 / AUSSTERBEN ODER SONST WIE DEN VERDIENTEN TOT FINDEN – FÜHREN UND FOLGENManifest zur Performance & Installation „The Execution of Ludwig. Eine theatralische Hymne“; MAK, Museum für Angewandte Kunst, Wien (07.-10.11.2006)
- Manifest 13 / UND WO DANN EIN KISSEN BESTICKT: „IN DER NACHT DURCH FELDER LAUFEN AUF DENEN MEHRERE HUNDERT STIERE STEHEN!“ – ein Dokument der Infamie – Im Rahmen der Lesung in der „Bibliothek ungelesener Bücher“ zu Thema: feig (28.04.2007)
- Manifest 14 / FALSCH IST DER WILLE ÜBERLEBEN ZU WOLLEN Ein Manifest zum Thema: Freitod. In: st/a/r (Frühjahr 2008)
- Manifest 15 / MAN FOLGT DEM DER LIEBT. LAUTLOS Öffentlicher Raum Wien (16.10.2007)
- Manifest 16 / VORHUT HINTERHERWEINEN Öffentlicher Raum Wien (17.10.2007)
- Manifest 17 / UND WIE SIE SO DALIEGEN IM SONNENSCHEIN AUF DER WIESE Öffentlicher Raum Wien (18.10.2007)
- Manifest 18 / ICH BIN ES DIE EUCH NICHT BEI SICH HABEN WILL! Öffentlicher Raum Wien (19.10.2007)
- Manifest 19 / DO YOU LOVE ME FOR EVER FOR THOSE THREE DAYS? Öffentlicher Raum Wien (20.10.2007)
- Manifest 20 / AN BLUTKIELEN SAUGEND MIT IM SPEICHEL ENTHALTENEM ZUCKER – GUESS WHOS COMING Eröffnung brut (09.-10.11.2007)
- Manifest 21 / THIS IS NOT A GAME OF CHANCE. EIN TODERNSTES SPIEL VOLLFÜHREN Manifest anlässlich der Premiere zur „FALKNER vs. SETZ. Sprachliche Kampfeinheiten #1“ im Grazer Literaturhaus; Waffengattung: Darts. (28.02.2008); Literaturhaus Wien (23.04.2008)
- Manifest 22 / AN ANGEL WENT UP IN FLAMES. EIN TODERNSTES SPIEL VOLLFÜHREN 4-stündige Performance am Balkon der Schule für Dichtung (sfd), Wien (03.05.2008)
- Manifest 23 / EIN TODERNSTES SPIEL VOLLFÜHREN. MAN FOLGT DEM DER LIEBT. LAUTLOS Manifest im Rahmen der 72-stündige Performance/Installation „THIS IST THE STORY. Yearning Creatures #1“ im Forum Stadtpark, Graz (23.-25.09.2008)
- Manifest 24 / GELDEN MACHEN AM MASCHENDRAHTZAUN Ein Manifest zur aktuellen politischen Lage: Migration und Europa
- Manifest 25 / KOMM WIR BAUEN EINE STADT Zum Pixelhotel Linz 09, In: „91° More than Architecture“ (06.2009)
- Manifest 26 / ACCORDING TO HUNTING RULES MAK, Museum Moderne Kunst Wien (16.05.2009)
- Manifest 27 / ZURECHTHAUEN. Dann hat er das Haus abgebrannt Farewell Sigrid Gareis, Tanzquartier Wien (26.06.2009)
- Manifest 28 / DU BLUTEST DU BLUTEST! Anthologie „Erich Fried Tage 2009“ (11.08.2009)
- Manifest 29 / BRINGT MIR DEN KOPF VON! Manifestreihe auf Ö1 / ex libris (01.11.2009)
- Manifest 30 / BRINGT MIR DEN KOPF VON! Manifestreihe auf Ö1 / ex libris (08.11.2009)
- Manifest 31 / BRINGT MIR DEN KOPF VON! Manifestreihe auf Ö1 / ex libris (15.11.2009)
- Manifest 32 / BRINGT MIR DEN KOPF VON! Manifestreihe auf Ö1 / ex libris (22.11.2009)
- Manifest 33 / BRINGT MIR DEN KOPF VON! Manifestreihe auf Ö1 / ex libris (29.11.2009)
- Manifest 34 / MANIFEST 34 Beitrag für das Festival-Magazin 2010 Steirischer Herbst (09.2010)
- Manifest 35 / MIT GROßER GESTE WIDER DIE MITTELLAGE Anlässlich des Erscheinens von FALKNERs Buch „Du blutest, du blutest“ (02.2011)
- Manifest 36 / DIE ANDERE WANGE AUCH HINHALTEN. Erzählen mit blaugefrorener Stimme (In: „Mythos Bachmann. Zwischen Inszenierung und Selbstinszenierung“, Zsolnay Verlag 2011)
- Manifest 37 / WIE DAS IST, DIE EIGENE KINDHEIT KEINESFALLS ÜBERLEBEN WOLLEN, DEN HIMMEL IMMER HIMMEL NENNEN? Manifest zur Serie „Ich frage mich …“ in der Tageszeitung „Der Standard“ (01.10.2011)
- Manifest 38 / NUR DIE SEKUNDE ODER ZWEI, die einer braucht um nicht aufzugeben, um „Lügner, Lügner, Lügner“ zu brüllen sobald sie wieder auftauchen Hörspiel für den WDR (Text, Regie, Sprecherin; Ursendung: 1. September 2012, WDR 3)
- Manifest 39 / MIT GROßER GESTE WIDER DIE MITTELLAGE 1. Interdisziplinäre Symposium der hoergeREDE-Reihe, Graz (02.03.2013) Aufgrund einer Erkrankung von FALKNER konnte das Manifest nie verkündet werden.
- Manifest 40 / EINMAL NOCH SCHLAFEN, DANN GREIFEN WIR AN Manifest für die Live-Sendung „Nachtquartier auf Ö1“, zum Thema: „Algerien. Wie viel Revolution hält ein Menschenleben aus?“ (10.04.2014)
- Manifest 41 / WOLLEN WIR DIESEN KRIEG! Texttonstück im Rahmen des Festivals hoergeREDE 13 (Text & Stimme: FALKNER; Musik & Stimmen: bulbul; Minoritensaal Graz, UA 26. Oktober 2013)
- Manifest 42 / HERZEN RAUBEN, WO DIE LIEBE AUSREICHEN WÜRDE Hörspiel für den WDR (Text und Regie; Ursendung: 22. März 2014, WDR 3)
- Manifest 43.1 – 43.11 / STRATEGIE. Ein Stationendrama 11 kurze Dialoge im Rahmen der Ausstellung „Nebelland hab ich gesehen. Zum Verhältnis von Kunst und Literatur“ (Museum Moderner Kunst Kärnten; 14. November 2013–16.02.2014)
- Manifest 44 / DER SCHWARZE TRAUERZUG, AMSEL, DROSSEL, FINK UND STAR, DER RABE, DER RABE, DER UHU, DER UHU Hörspiel für den ORF (Text und Regie; Ursendung 13. Mai 2014, Ö1)
- Manifest 45.1 – 45.6 / LIEDER SINGEN IM DUNKLEN WALD Sechsteiliges Manifest für Ö1 („Gedanken für den Tag“; 23.-28.07.14)
- Manifest 46 / DANN HÖRT ES WIEDER AUF DANN FÄNGT ES WIEDER AN Ein Abend zum Thema Revolution und Konterrevolution. (Konzept & Inszenierung; UA 4. November 2014; Alte Schmiede, rund um die Alte Schmiede)
- Manifest 47 / KRIEGER SEIN, BRUDER SEIN Text nominiert für den Bachmannpreis 2015
- Manifest 48 / AMSEL DROSSEL FINK UND STAR Theaterstück
- Manifest 49 / DRAUSSEN UNTER FREIEM HIMMEL Hörspiel für den WDR (Text; Ursendung: 5. Dezember 2015, WDR 3)
- Manifest 50 / DU DARFST MICH TÖTEN WENN DU MICH LIEBST Hörspiel für den HR (Text & Regie; Ursendung: 16. November 2016, HR 2 Kultur)
- Manifest 51 / DER VOGEL, DER VOGEL Hörspiel für den WDR (Text & Regie; Ursendung: 19. Januar 2017, WDR 3)
- Manifest 52 / STURM BRICHT LOS STURM BRICHT LOS in: Seismographie des Hörspiels[5]
- Manifest 53 / HYMNEN WIDER DIE MITTELLAGE Hörspiel for den ORF  (Text & Regie, Ursendung: 27. Mai 2018, Ö1)
- Manifest 54 / Fordernd. Liebend. Wissend um all den Schmutz In: Neue Rundschau H. 2019/3.[6]
- Manifest 55 / UND WAS NOCH WAS WEIßT DU NOCH zusammen mit Barrie Tullet.[7]
- Manifest 56 / DIESES LAND, DIESES LAND, Regie: die Autorin, Musik: Bruno Pisek mit dem Choriandulini Kinderchor (Ursendung: 27. Januar 2021, WDR 3)
- Manifest 57 / DAS WILDE DAS UNGESTÜME für die werktägliche Ö1-Rubrik Gedanken für den Tag, Regie: die Autorin (Ursendung 27.7. bis 1.8.2020, Ö1)
- Manifest 58 / IRGENDWOHER, am Saxophon: Michael Lentz (Text & Regie; Ursendung: 30. Mai 2021, Ö1)
- Manifest 59 / FLÄCHENMENSCH FLÄCHENMENSCH DIE FESTUNG WELT (Text & Regie; Ursendung: 5. Februar 2023; Ö1/ORF)
- Manifest 60 / FREILEGEN AUFTISCHEN NICHT ABHAUEN SONDERN APPELLE EINBAUEN (zum Thema "Anmaßung"; Verkündet durch FALKNER am 05.10.23, manuskripte im Rahmen des Steirischen Herbst 2023)
- Manifest 61 / NEIN NEIN NEIN (13.10.2023, Manifest zur Lage)